# Сокольский сельсовет
Соко́льский сельсове́т — муниципальное образование в Сердобском районе Пензенской области. Имеет статус сельского поселения.

## Общие сведения
Общая территория Сокольского сельского совета составляет 19754 га. На территории сельсовета расположено 2 спортзала, 2 библиотеки, 8 магазинов, 1 аптека, 1 амбулатория (с. Соколка), 3 фельдшерско-акушерских пункта (с. Дубасово, с. Камзолка, с. Карповка). Население сельсовета на 01.01.2011 составляет 1619 человек.

## История
Сокольский сельсовет образован 18 декабря 1996 года. Согласно Закону Пензенской области от 15.09.2010 № 1945-ЗПО «О преобразовании отдельных муниципальных образований Пензенской области» в Сокольский сельский совет включён Карповский сельсовет с сёлами село Камзолка, Карповка, Хотяново.

## Население
| 2002  | 2010  | 2012  | 2013  | 2014  | 2015  | 2016  |
| ----- | ----- | ----- | ----- | ----- | ----- | ----- |
| 940   | ↘756  | ↗1582 | ↘1539 | ↘1514 | ↘1447 | ↘1389 |
| 2017  | 2018  | 2021  |       |       |       |       |
| ↘1367 | ↘1331 | ↘1286 |       |       |       |       |

## Состав сельского поселения
| № | Населённый пункт | Тип населённого пункта       | Население |
| - | ---------------- | ---------------------------- | --------- |
| 1 | Дубасово         | село                         | ↘69       |
| 2 | Камзолка         | село                         | ↘236      |
| 3 | Карповка         | село                         | ↘603      |
| 4 | Соколка          | село, административный центр | ↘687      |
| 5 | Хотяново         | село                         | ↘24       |
| 6 | Яблочково        | деревня                      | 0         |

## Глава администрации
Главой администрации Сокольского сельского совета является Карманов Валерий Владимирович.

## Адрес
442866, Пензенская область, Сердобский район, с. Соколка, ул. Школьная, 4. Тел.: +7 84167 9-32-44